# Huys te Warmont

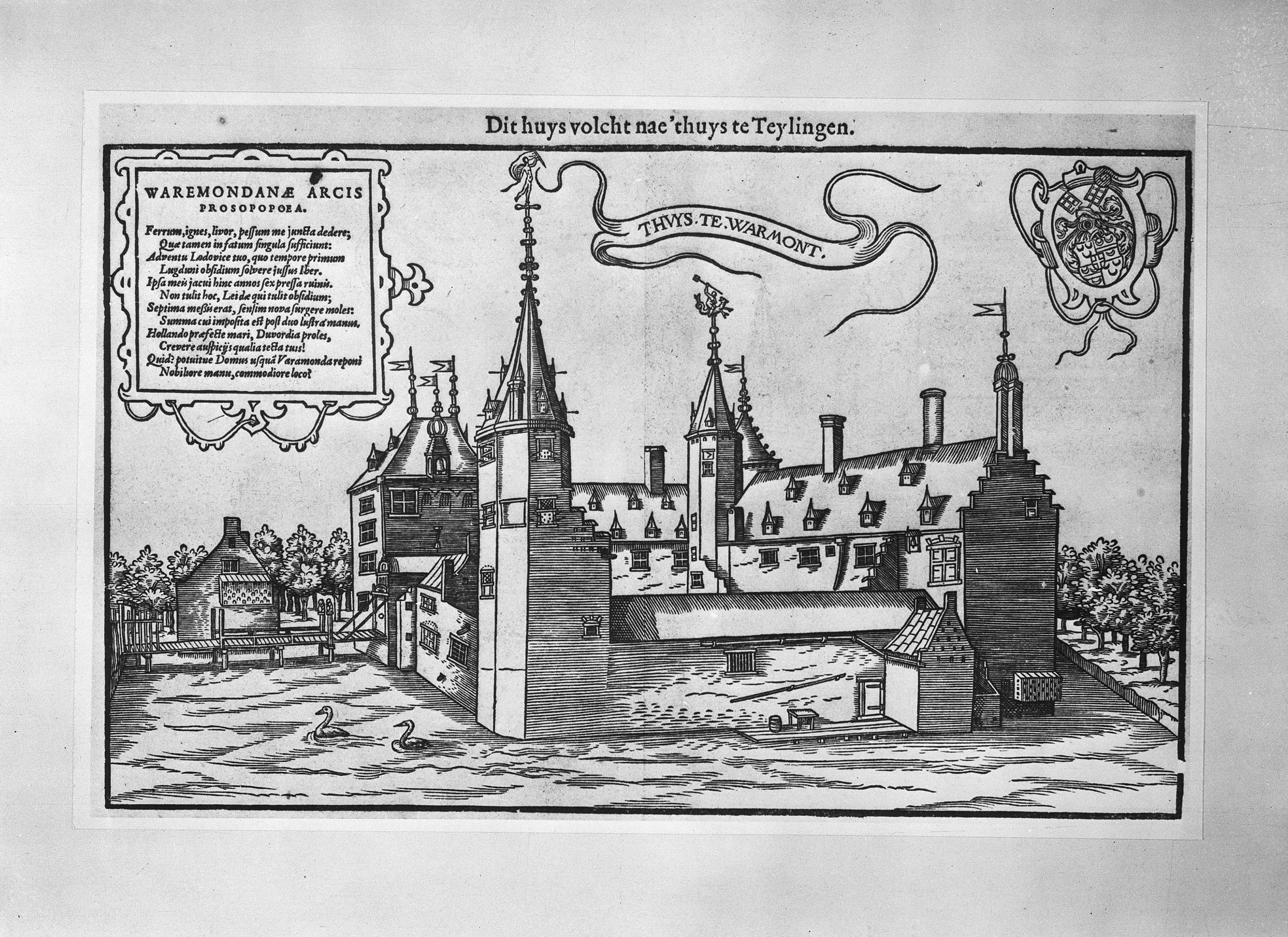
Huys te Warmont in de 17e eeuw

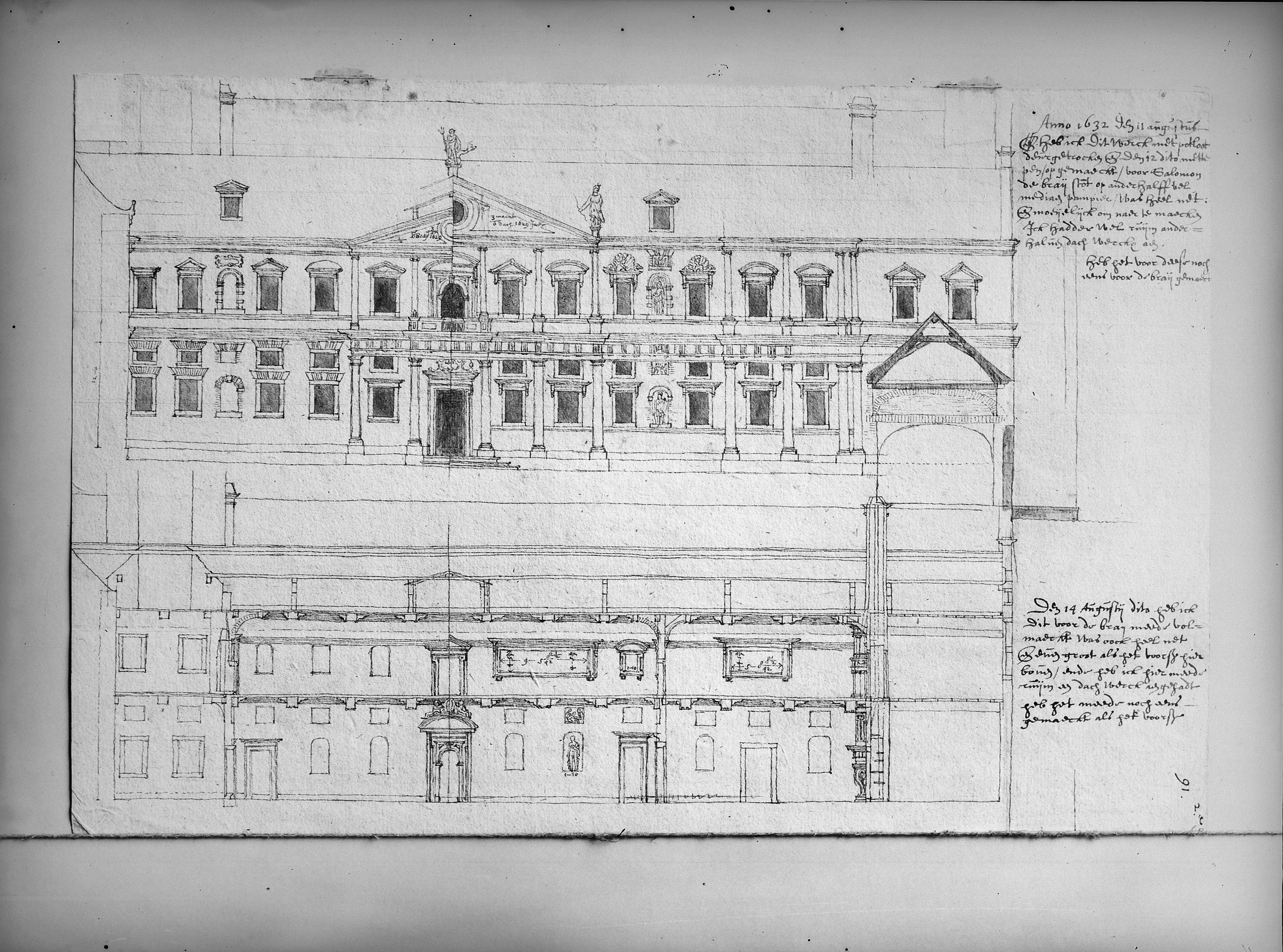
Ontwerptekening Salomon de Bray, 1632

Het Huys te Warmont (oud-Hollandse schrijfwijze; soms ook wel Huis te Warmond genoemd, naar de stichting die het kasteel in het verleden beheerde) is een kasteelachtig gebouw aan de rand van het Zuid-Hollandse Warmond. Hoewel het uit de middeleeuwen stamt, is het in zijn huidige vorm een laat-18e-eeuws "buiten". Het werd eertijds bewoond door de heren van de hoge heerlijkheid Warmond. Het huis wordt particulier bewoond en is niet toegankelijk voor publiek.

## Geschiedenis
Het Huys te Warmont was eeuwen lang de zetel van de hoge en vrije heren van Warmond. Toch was dit niet hun eerste kasteel. Het oudst bekende kasteel van de heren van Warmond, vermeld in 1285, stond iets westelijker: aan de noordzijde van de kerkruïne van Warmond (de ruïne bij de Oude Toren). De heren van Warmond raakten dit oudere kasteel in 1296 kwijt, omdat de heer van Warmond borg had gestaan voor Gijsbrecht van Amstel en Herman van Woerden, die zich medeschuldig hadden gemaakt aan de ontvoering van graaf Floris V (die uiteindelijk vermoord werd). In 1299 liet Jan II van Avesnes, als regent voor Jan I, de zoon van Floris V, het oude kasteel gebruiken om de Zeeuwse ridder Hendrik van Zoutelande gevangen te zetten.
In 1303 werden de heren van Warmond in hun grafelijke lenen hersteld en kregen hun oude kasteel terug. Toch gingen zij er schijnbaar niet meer in wonen. Vermoedelijk hadden de heren van Warmond, in de tijd dat zij hun grafelijke lenen kwijt waren, op hun allodiale (eigen) goederen gewoond, en het was op allodiale grond dat het Huys te Warmont even later bleek te zijn verrezen. Om deze reden wordt tegenwoordig aangenomen dat het Huys te Warmont rond 1303 gesticht moet zijn, wellicht uit een reeds bestaande woning of anders uit een woning die uit nood was opgetrokken. Daarbij past, dat het vroegere kasteel van de heren van Warmond bij de dorpskerk rond 1330 al door anderen bewoond was: de heren van Warmond woonden daar dus zeker niet meer.
De oudst bekende vermelding van het Huys te Warmont dateert uit 1359. Het kasteel werd toen de grote hofstede van Jacob van den Woude genoemd. Onderzoek heeft uitgewezen dat de linkertoren waarschijnlijk een overblijfsel van een middeleeuwse donjon is. De heren van Warmond uit het geslacht Van den Woude bewoonden het kasteel tot 1525. In deze periode werd het kasteel tweemaal verwoest (in 1420 en in 1426) en ook werd het in 1481 bezet door Kabeljauwse ruiters (in de literatuur spreekt men ook van verwoestingen in 1392 en 1489, maar deze zijn onbewijsbaar en hebben waarschijnlijk nooit plaatsgevonden).
Na het in mannelijke lijn uitsterven van de familie Van den Woude in 1525 met Jacoba, vererfde het kasteel via de vrouwelijke lijn op de familie Van Duvenvoorde (die zich later Van Wassenaar Warmond ging noemen). Deze familie breidde het middeleeuwse kasteel geleidelijk uit. Nadat de Spanjaarden het kasteel in april 1574 (en niet 1573, zoals zo vaak is geschreven) in brand hadden gestoken, begonnen de Van Duvenvoordes vanaf 1579 aan herstel en gaven het oude kasteel daarbij zijn huidige vierkante grondplan. Bij het herstel werden stenen gebruikt van het verwoeste Sint Ursulaklooster.
In 1774-1777 liet de toenmalige bewoner baron Cornelis Pieter van Leyden het kasteel uiteindelijk verbouwen tot het huidige symmetrische landhuis, met behoud van veel oud muurwerk en van het oude grondplan.

### De oudste heren van Warmond
Al rond het jaar 985 was Warmond een zelfstandig rechtsgebied, een ambacht. Dit impliceert dat daar toen al sprake was van lokaal gezag. Onduidelijk is wel wat dit lokaal gezag dan was: mogelijk stond aanvankelijk een schout (een grafelijke ambtenaar) aan het hoofd van het ambacht, maar het is ook mogelijk dat in 985 al 'heren' waren. Hoe dan ook zijn de namen van deze schouten en/of heren niet overgeleverd. Pas vanaf het begin van de 13de eeuw noemen de bronnen namen:

#### Frank van Warmond (1201)
Frank van Warmond wordt eenmaal vermeld in 1201 als getuige van de graaf van Holland. Over hem is zeer weinig bekend: bij zijn optreden als grafelijke getuige was hij omringd door de hoogste adel, wat kan wijzen op een zekere status. Verder is bekend dat hij grond bij de kerk van Warmond bezat (het land heette daar in 1285 nog "Dat lant dat Franken was, van Wermonde"). Het lijkt erop dat hij de laatste heer was uit een reeks eerdere heren van Warmond, die in de 12de eeuw banden met de grafelijkheid onderhielden. Frank van Warmond stierf zonder mannelijk nageslacht, maar liet een dochter na: vrouwe Sophia van Warmond.

#### Jacob XI van den Woude (voor 1261)
Jacob XI van den Woude huwde Franks dochter Sophia van Warmond. Het geslacht Van den Woude heerste al langer over het ambacht Esselijkerwoude (rondom het huidige Woubrugge). Door het huwelijk met de erfdochter van Warmond werden de Van den Woudes vanaf het midden van de 13de eeuw heren van Warmond en van Woude (Esselijkerwoude).

#### Jacob XII van den Woude (1278-1302)
Jacob XII huwde met Sophie van Egmond, kleindochter van Willem I van Egmont
. De Van Egmonds behoorden tot de grafelijke omgeving, zodat sprake was van een zeer aanzienlijk huwelijk. Rond 1285 bewoonden Jacob en Sophie nog een (thans verdwenen) kasteel bij de kerk van Warmond (direct ten noorden van de ruïne bij de 'Oude toren'), op het land van Frank van Warmond.
Omdat Jacob XII van den Woude borg had gestaan voor Gijsbrecht van Amstel en Herman van Woerden, de ontvoerders van graaf Floris V, raakte Jacob in 1296 al zijn grafelijke lenen kwijt. Toch bleef hij zich voor de graaf inzetten, misschien in de hoop zijn vertrouwen en gunst terug te krijgen. Zo vocht Jacob XII als Hollandse ridder mee in de slag op de Hoge Woerd tegen de bisschop van Utrecht in 1301, waarbij Jacob een van de legeraanvoerders was. Door dit optreden kregen zijn kinderen in 1303 inderdaad vergiffenis voor de 'misstappen' (lees: fatale borgstelling) van hun vader.

### Heren en vrouwen van Warmond, die het Huys te Warmont bewoonden

#### Jacob XIII van den Woude (1303-1344)
Ridder Jacob XIII van den Woude is waarschijnlijk de eerste heer van Warmond die het Huys te Warmont bewoonde (de eerdere heren bewoonden een verdwenen kasteel naast de Warmondse kerkruïne). Jacob huwde met Lijsbeth van Zuylen van Anholt. Dit huwelijk kwam niet uit de lucht vallen: al in het midden van de 13de eeuw onderhielden de heren van Warmond relaties met families uit het grensgebied tussen Holland en Utrecht, waaronder het geslacht Van Zuylen. Jacob XIII verkeerde bij gelegenheid in de grafelijke omgeving. Zo werd hij in 1331 uitgenodigd om in Brussel de huwelijksvoorwaarden tussen Willem (zoon en later opvolger van graaf Willem III) en Johanna van Brabant, samen met een handvol andere edelen te komen bekrachtigen.

#### Jacob XIV van den Woude (1344-1393)
Ridder Jacob XIV van den Woude was eerst getrouwd met Lijsbeth van der Does. Lijsbeth overleed echter al vóór april 1369. Jacob huwde in 1370 met Florentia Bugge. Dit huwelijk was beneden zijn stand (Florentia was niet van adel), maar dit had een praktische nut: het geslacht Bugge was heel rijk. Door dit huwelijk moeten de heren van Warmond veel rijker zijn geworden.
Over de sterfdatum van Jacob XIV bestaan de nodige misverstanden. De oude kronieken noemen meestal 1395, wat de vakliteratuur als sterfdatum meestal ook hanteert. Desondanks valt op het graf van Jacob XIV in de kerkruïne van Warmond als sterfdatum 1398 te lezen. Een recente studie heeft aangetoond dat beide data onjuist zijn (de grafsteen werd overigens in de 17de eeuw gemaakt ter vervanging van de kapotte en onleesbaar geworden 14de-eeuwse grafsteen). De juiste sterfdatum is 1393.

#### Jacob XV van den Woude
Deze oudste zoon van Jacob XIV is nooit heer van Warmond geworden, daar hij al op zijn 18de (kort voor 1390) overleed. Daardoor werd zijn jongere broer Jan heer van Warmond.
Doordat Jacob XV jong overleed en dus nooit bestuurlijk actief is geweest, heeft hij in officiële documenten geen sporen nagelaten. Het enige eigentijdse document waarin hij vermeld wordt, is het memorieboek van de kerk van Warmond.

#### Jan van den Woude (1395-1417)
Jan van den Woude, huwde met Agnes van Cruningen (-1400), dochter van Jan van Kruiningen
. Jan van den Woude begon zijn leven als een soort 'topambtenaar': al op jonge leeftijd werd hij aangesteld als baljuw en rentmeester van Voorne. Toch zal hij zich in deze functie misdragen hebben, want in 1401 moest hij zijn ambt aan zijn broer overdragen. Nadien bekleedde hij nooit meer zo'n ambt van formaat. Toch kon de graaf van Holland niet om hem heen: Jan leende de graaf veel geld en ook vocht hij met eigen soldaten mee in de oorlogen die de graaf voerde: in Friesland vanaf 1398 (Jan van den Woude werd toen tot ridder geslagen) en ook tegen het land van Arkel vanaf 1402. Als beloning voor Jans inzet verhief de graaf van Holland Warmond in 1402 tot een hoge en vrije heerlijkheid, waardoor de macht en prestige van de heer van Warmond toenam. Tegen het einde van zijn leven liet Jan van den Woude in Warmond twee kloosters bouwen: mannenklooster Mariënhaven en vrouweklooster St. Ursula

#### Jacob XVI van den Woude (1417-1431)
Als eerste van zijn geslacht werd Jacob XVI van den Woude niet tot 'ridder' geslagen. Dit betekent echter niet dat zijn familie minder belangrijk werd: feitelijk speelde de modale adel in de 15de eeuw bijna geen rol meer op het slagveld, en deze demilitarisering van de adel maakte dat veel edelen niet meer tot ridder geslagen werden.
Jacob XVI huwde met Reinoutje van Brakel van Dordrecht
. In de Hoekse en Kabeljauwse twisten steunde Jacob van den Woude Jacoba van Beieren in haar strijd om de macht tegen Jan van Beieren en Philips van Bourgondië. Dit bracht Jacob aanvankelijk in de problemen: zo werd zijn kasteel het Huys te Warmont in 1420 en in 1426 bij oorlogshandelingen verwoest. Hertog Philips van Bourgondië wist de heer van Warmond voor zich te winnen door hem in 1428 met nieuwe inkomsten schadeloos te stellen, waarna Jacob het Huys te Warmont kon herstellen. Ook werd de heer van Warmond al in 1426 aangesteld als baljuw van Rijnland. Daardoor werd Jacob de persoonlijke vertegenwoordiger van de hertog in het district van Rijnland: hij was daar militair leider en ook de hoogste ambtenaar in de rechtspraak.

#### Jacob XVII van den Woude (1444-1503)
Jacob XVII van den Woude huwde met Johanna van Poelgeest, dochter van Gerrit II van Poelgeest. Jacob XVII was bij het overlijden van zijn vader nog minderjarig, zodat hij eerst voogden toegewezen kreeg. Pas in 1444 werd hij heer van Warmond. Hij maakte carrière in de 'gemene raad' (de voorloper van de Statenvergadering) waar hij zitting had namens de Ridderschap. Hij moet daar een belangrijke rol hebben gespeeld, want tijdens de regeringen van Philips van Bourgondië en diens zoon Karel de Stoute behoorde Jacob XVII tot de 'top 5' van de edelen die het vaakst ter dagvaart werden opgeroepen. Toch moet hij zich rond 1480 van de Bourgondische kamp afgekeerd hebben. Dat leverde hem in 1481 een bezetting van zijn kasteel door Kabeljauwse ruiters. Jacob had alleen dochters, zodat hij de allerlaatste heer van Warmond werd uit het geslacht Van den Woude. Via zijn kleindochter Maria van Mathenesse (†1558) zouden de heerlijkheid Warmond en het kasteel uiteindelijk op het geslacht Van Duvenvoorde vererven.

### Latere heren en vrouwen van Warmond

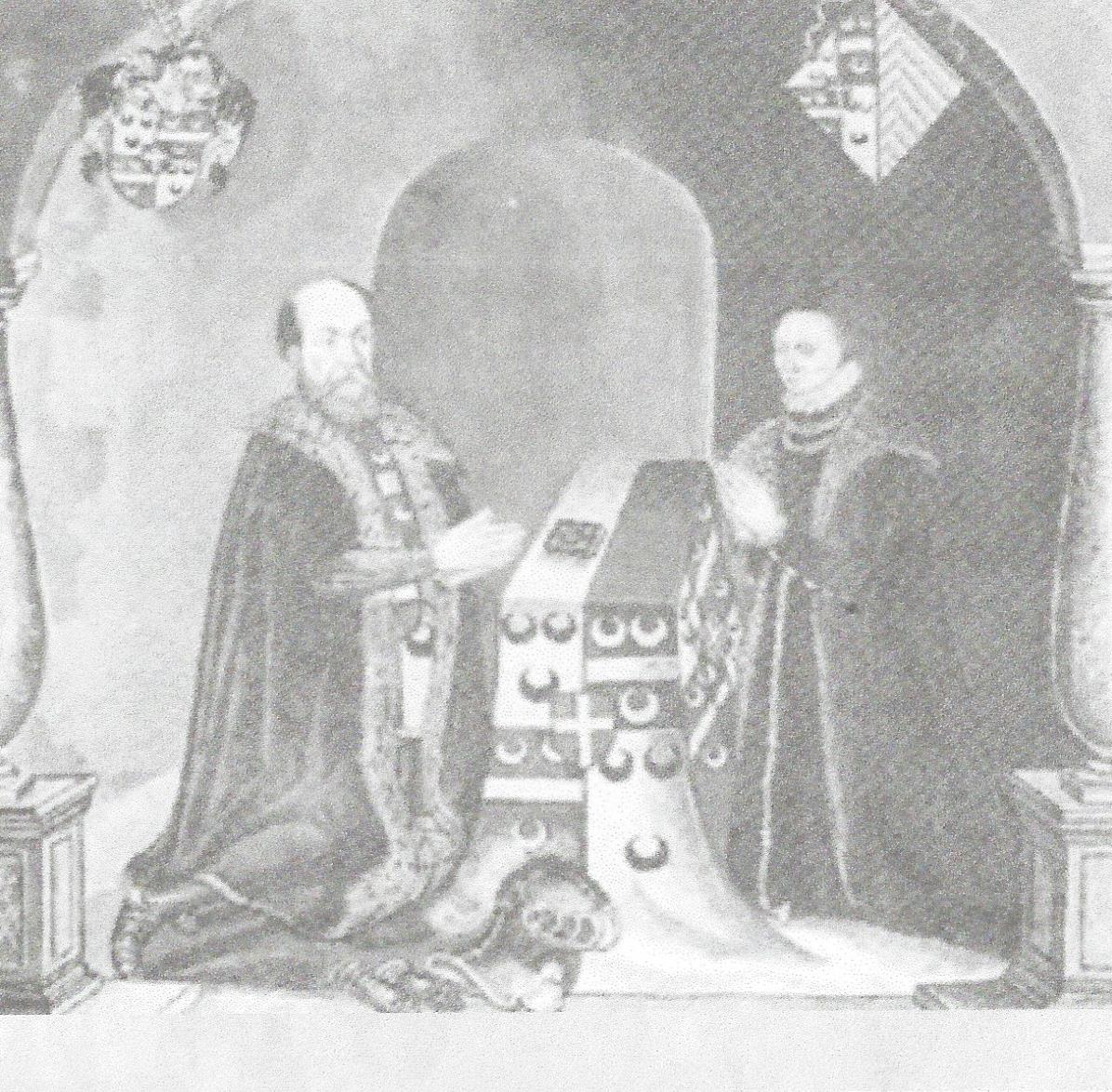
Jacob van Duvevoirde en Henrica van Egmont-Merenste, heer en vrouwe 1558-1559

- 1503 - 1518: Reinoutje van den Woude, huwde in 1477 met Jan van Rossum
- 1519 - 1525: Jacoba van den Woude, huwde in 1476 met Gijsbert van Raephorst
- 1526 - 1558: Maria van Mathenesse (1480-1588) [dochter van Maria van den Woude, die een dochter van Jacob XVII van den Woude was], huwde in 1504 met Jan van Duivenvoorde (1467-1523)
- 1558 - 1559: Jacob van Duvenvoorde (1509-1577), huwde in 1542 met Henrica van Egmont (1525-1606)
- 1559 - 1610: Johan II van Duvenvoorde (1547-1610), huwde met Odilia van Valckenaer (?-1620)
- 1611 - 1658: Jacob van Wassenaer Warmond, huwde in 1619 met Jacoba van Malthenesse, in 1638 met Maria Leonora van Eyckel en ten slotte met Charlotte van Malsen
- 1642 - 1709: Hendrik van Wassenaer Warmond, commandeur van Gruitrode 1667-1683, commandeur van Bernissem 1683-1684, commandeur van Gemert 1684-1690, landcommandeur van Alden Biesen 1690-; voogd van Anna Hendrina (1688 - 1722), dochter van zijn halfbroer Johan.
- 1659 - 1687: Johan van Wassenaer Warmond, huwde met Isabella Maria van Haestrecht, daarna met Maria Isabella van Liere van Immerzeel en ten slotte met Anna Catharina van Renesse
- 1688 - 1722: Anna Hendrina van Wassenaer Warmond (1679-1722), huwde in 1703 met Ferdinand graaf van Berlo (?-1715)
- 1722 - 1726: Thomas Walraven van Wassenaer Warmond (1678-1726), huwde in 1702 met Margriet Alexandrina van Lijnden (?-1763)
- 1731 - 1764: Willem Elbert van Wassenaer Warmond (1718-1764)
- 1764 - 1774: Jacob Albert van Wassenaer Warmond (1709-1774), huwde in 1741 met Maria Alexandrine Jacqeline de Cannart d'Hamale (?-1783); verkoop
- 1774 - 1790: Cornelis Pieter des H.R.Rijksgraaf van Leyden (1738-1790), huwde met Hermina Jacoba de Thoms
- 1790 - 1814: Hermina Jacoba de Thoms (1744-1814)
- 1814 - 1821: Jhr. mr. dr. Frederik August van Leyden (1768-1821), huwde in 1806 met Augusta Leopolde Catherina van Pallandt dochter van Adolph Warner
- 1821 - 1844: Augusta Leopolde Catherina van Pallandt (1778-1844)
- 1844 - 1849: Adolphine Wilhelmina Anna van der Wyck (1819-1849), huwde in 1840 met Leopold graaf van Limburg Stirum (1818-1900)
- 1849 - 1884: Wighold Albert Willem graaf van Limburg Stirum (1845-1884)

### Eigenaren na definitieve afschaffing van de heerlijke rechten
- 1884 - 1900: Erfgenamen Van Limburg Stirum (dit waren de laatste adellijke bewoners van het kasteel)
- 1901 - 1960: Familie C.H. Krantz en kinderen
- 1960: Gemeente Warmond
- 1960: Zuid-Hollands Landschap
- 1961 - 2018: Stichting Huis te Warmond, particuliere bewoners
- 2018 - heden: Vereniging Hendrick de Keyser

## Beschrijving huis en park

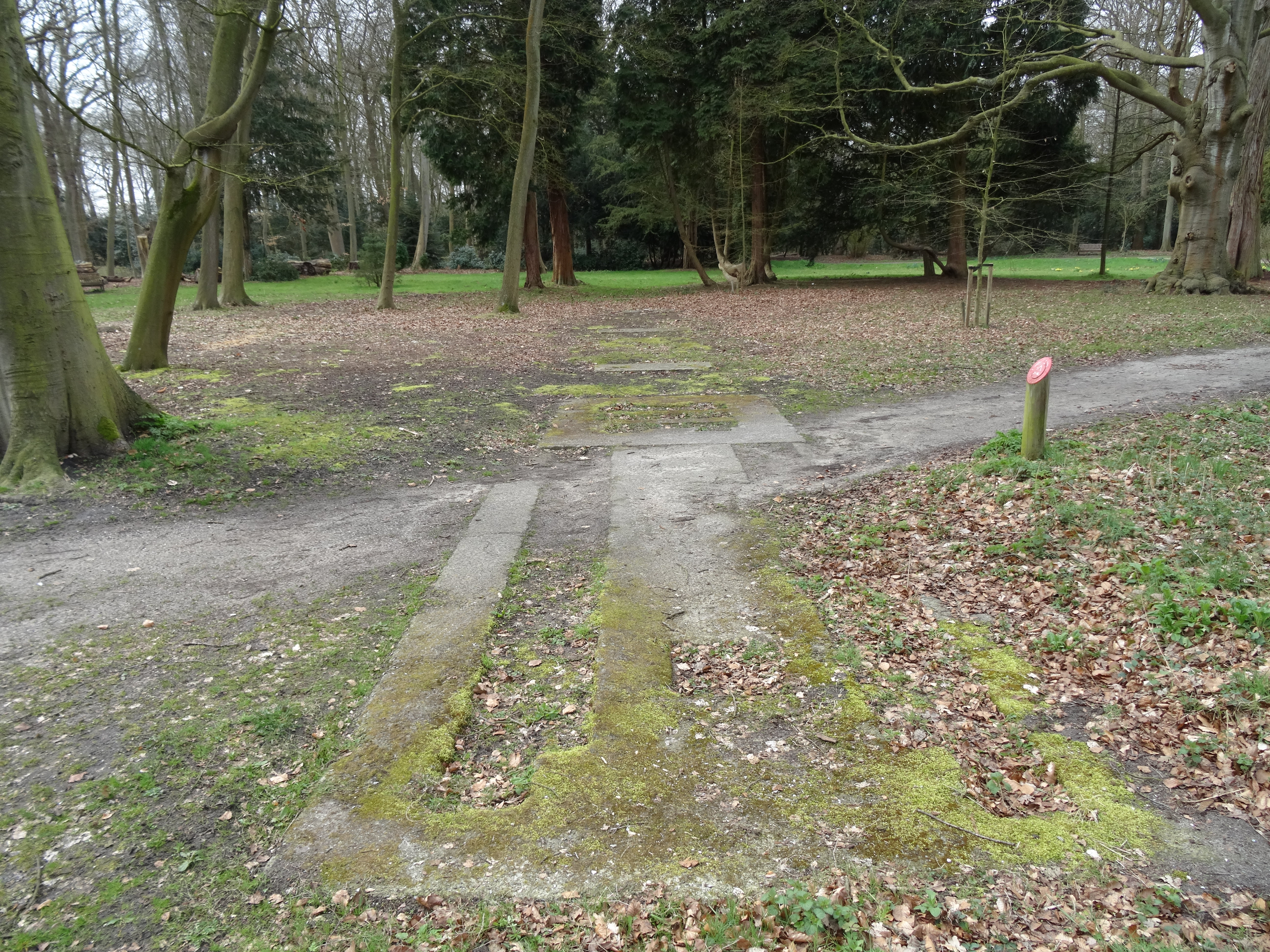
Resten van de V1-lanceerbaan

Het huidige Huys te Warmont heeft het uiterlijk van een typisch laat-barokke buitenplaats met classicistische invloeden. In een van de torens hangt een klokje genaamd Barbara, dat nog uit het jaar 1392 stamt. Het huis heeft nog een oorspronkelijk Lodewijk XVI-interieur.
Het huis wordt aan drie zijden door water omgeven en bevindt zich te midden van een parkbos van 23 hectare, dat in het bezit is van de stichting Het Zuid-Hollands Landschap (ZHL). In de volksmond heette het park lange tijd het "bos van Krantz", naar de familie Krantz, die vanaf 1901 tot 1960 eigenaar was van het buiten. Er is een wandelroute uitgezet over de paden en eiken- en beukenlanen langs oude taxusbomen en moerascipressen.
Ook zijn er de resten van een V1-lanceerbaan, waarvan de bouw aan het eind van de Tweede Wereldoorlog werd begonnen, maar die nooit is afgemaakt en daardoor ook nooit gebruikt is.
Het kasteel wordt in de jaren 2020-2025 gerestaureerd. Na de grootschalige opknapbeurt van Huys te Warmont blijft het kasteel voor een groot deel particulier bewoond. De eigenaar van het kasteel, vereniging Hendrick de Keyser, wil het kasteel deels een museale inrichting geven.

## Foto's

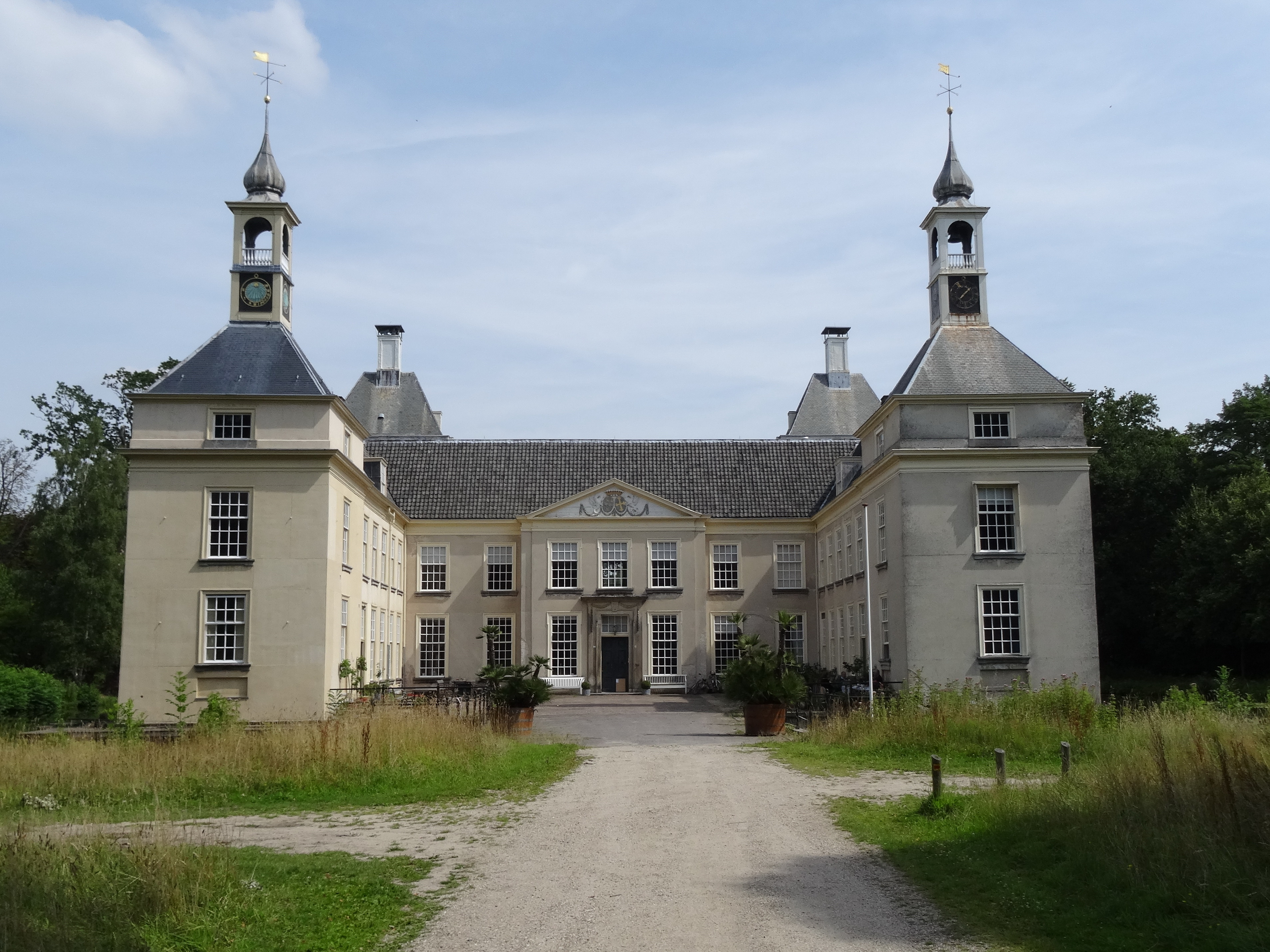
Vooraanzicht
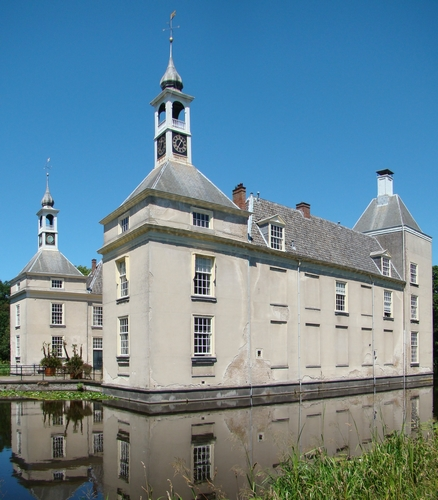
Zijaanzicht
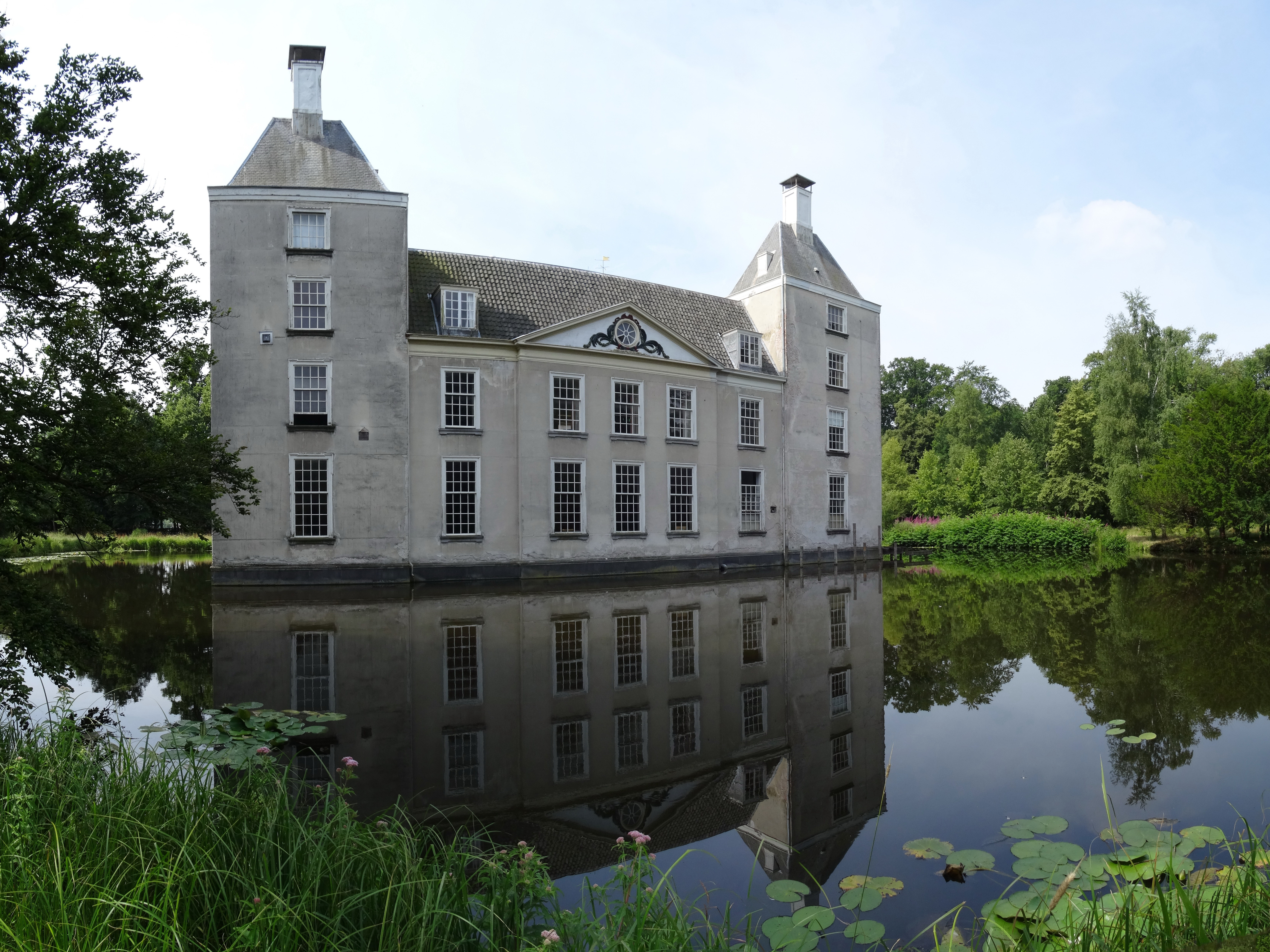
Achteraanzicht
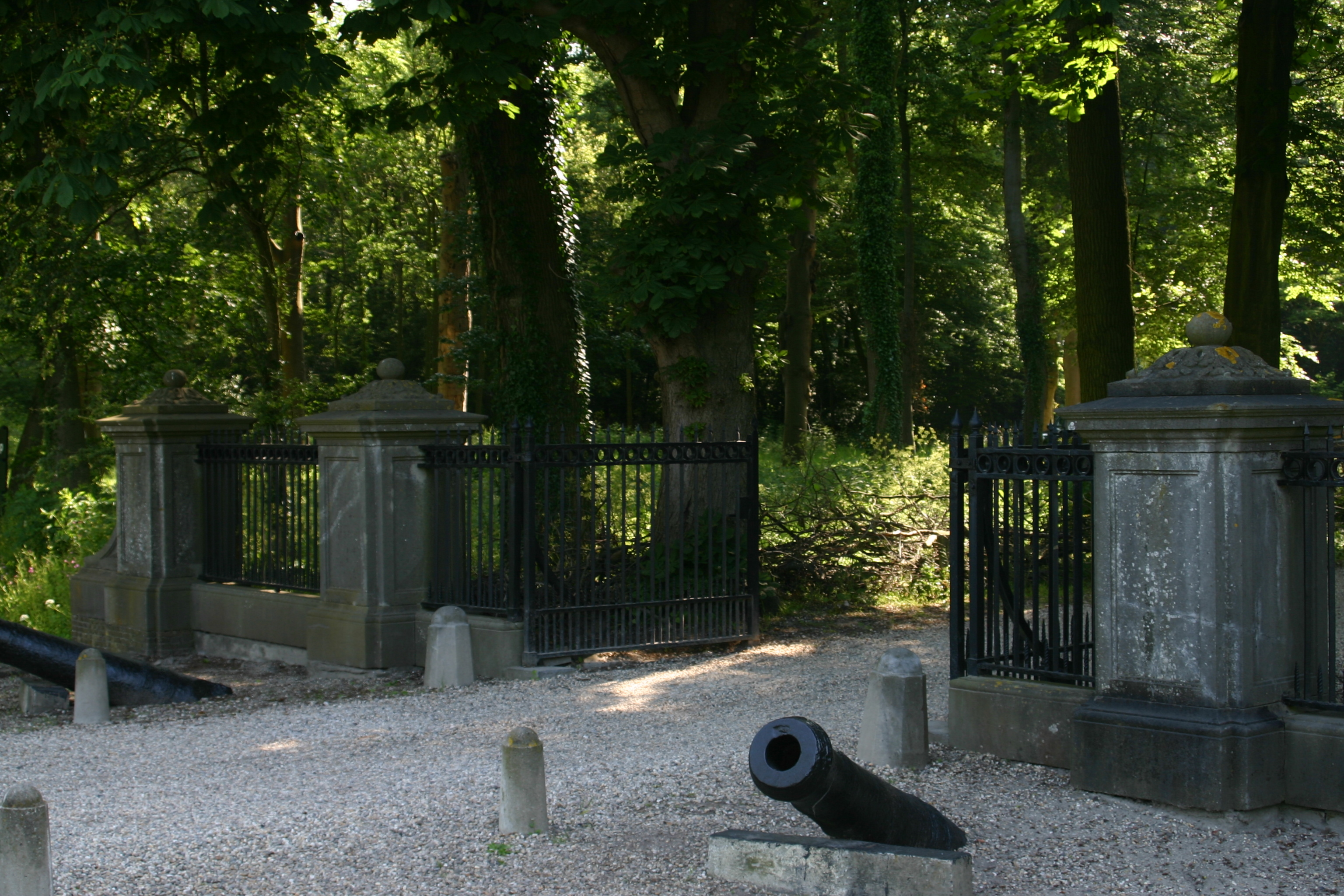
Toegangshek
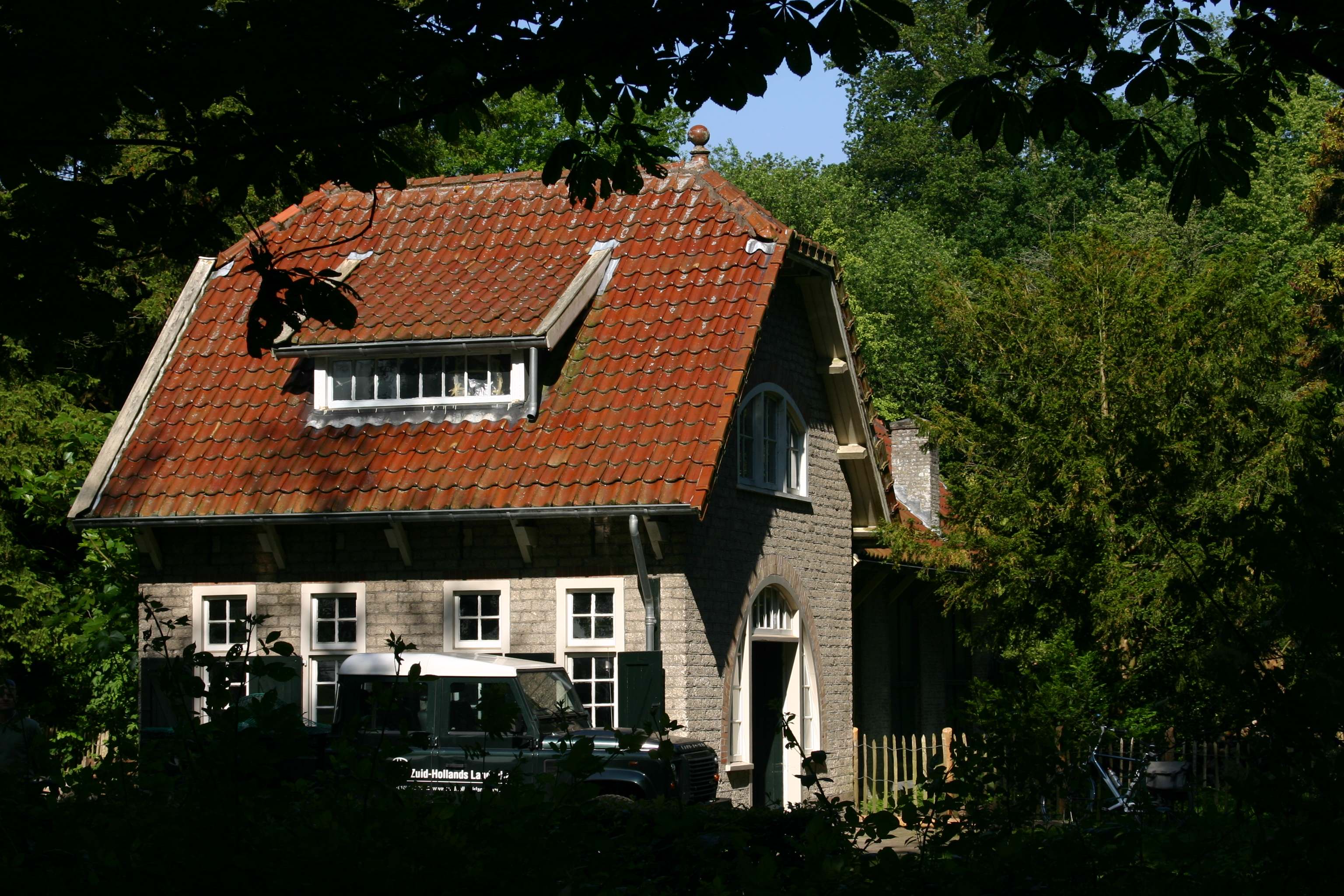
Oranjerie
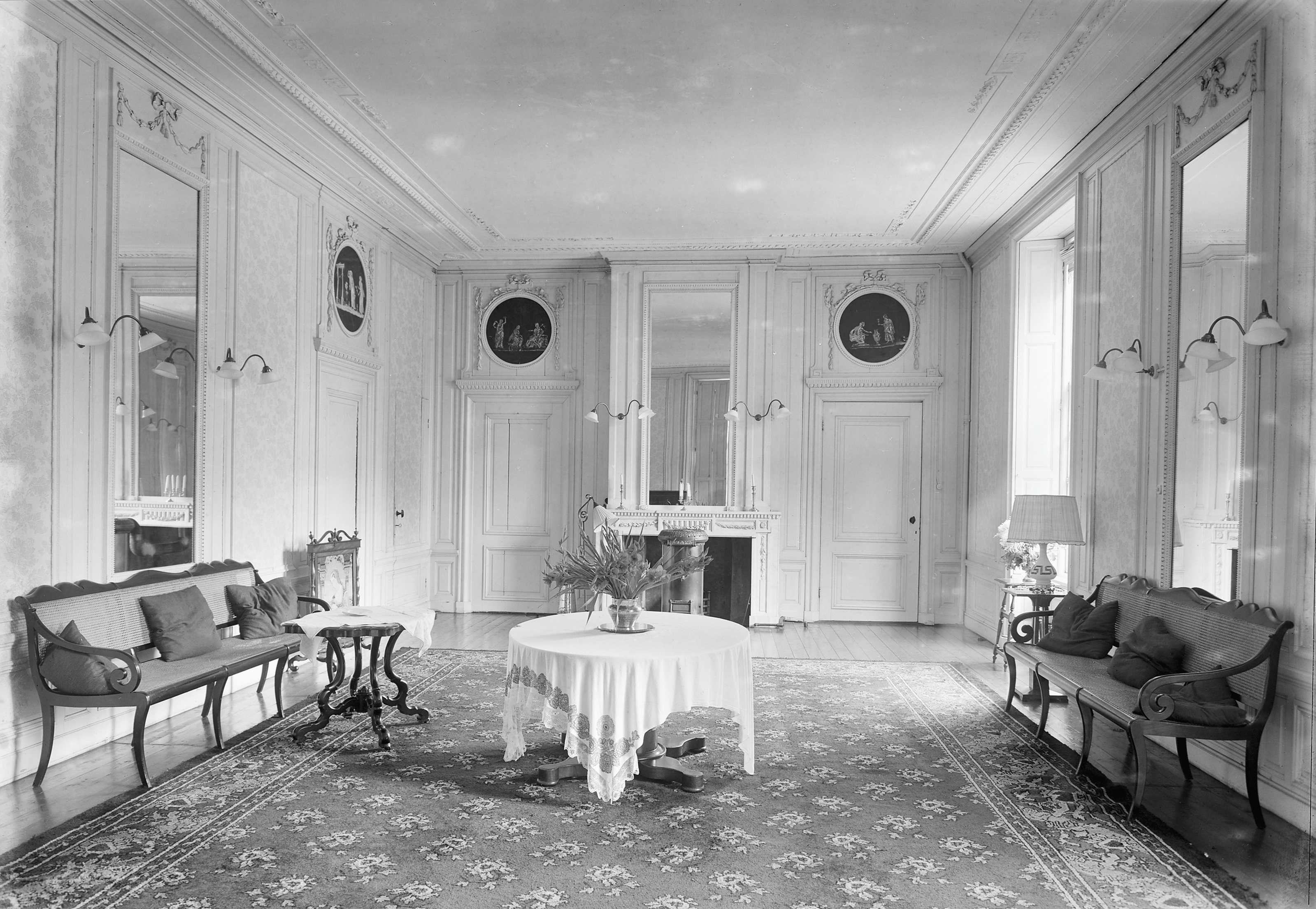
Interieur